# 石籬（梨貝街）巴士總站
 石籬（梨貝街）巴士總站（英語：Shek Lei (Lei Pui Street) Bus Terminus）是香港的一個巴士總站，位於葵青區石籬邨梨貝街、石籬擴展區停車場及康樂中心側。現有1條專利巴士路線及5條專線小巴以本站作為總站，另外亦有1條專利巴士路線及1條專線小巴路線途經本站。以街站為附註名稱是為方便識別位於石籬二邨的石籬（大隴街）巴士總站。

## 歷史
本站於1985年為配合石籬擴展區第一期（石俊樓及石秀樓）入伙而啟用。本總站原先設計為一專線小巴總站，故此月台及巴士彎均較一般巴士總站狹窄，例如31M線現時使用的巴士彎，難以容納長於11米的雙層巴士停靠。

## 總站路線資料（巴士）

### 九龍巴士31M線
- 石籬（梨貝街） ↔ 葵芳站

為石籬區及東北葵工業區接駁港鐵的巴士路線。本線於1982年地鐵（今港鐵）荃灣綫全線通車時投入服務，原只到石籬巴士總站，因應石籬擴展區入伙遂於1985年5月30日延長至梨貝街。本線於1999年7月5日全線空調化，為東北葵區首條全線空調化的巴士路線。

## 總站路線資料（專線小巴）

### 新界區專線小巴86線
- 荃灣（海貴路） ↔ 石籬（梨貝街）

### 新界區專線小巴86A線
- 荃灣（川龍街） ↔ 石籬（梨貝街）

### 新界區專線小巴86M線
- 荃灣（川龍街） ↔ 石籬（梨貝街）

### 新界區專線小巴403線
- 石籬（梨貝街） ↔ 沙角邨

### 新界區專線小巴403P線
- 石籬（梨貝街） ↔ 沙田大會堂

### 新界區專線小巴403X線
- 大圍站 ↔ 石梨（梨貝街）

## 途經路線資料（巴士）

### 九龍巴士N237線
- 美孚 ↺ 葵盛

## 途經路線資料（專線小巴）

### 新界區專線小巴410線
- 石蔭 ↔ 瑪嘉烈醫院K座